# 重新征服 (智利)
西班牙重新征服，或重新征服是智利歷史的一段時期，介於1814年西屬美洲保皇派在蘭卡瓜戰役勝利直到1817年安第斯軍（愛國派）在查卡布科戰役勝利。在這段時期，西班牙帝國的支持者恢復了在智利的統治。在這段時期愛國派傳播獨立思想給民眾的方式，主要是靠著曼紐爾·柔德古茲的游擊戰。作家像是智利的胡利奧·海斯和海梅·恩扎吉爾則喜歡稱這段時期為絕對主義復辟，考慮到僅是由保皇派掌權。